# Правительство Земана
Правительство Милоша Земана (чеш. Vláda Miloše Zemana) — 4-е правительство Чешской Республики меньшинства во главе с Милошем Земаным. Было приведено к присяге 22 июня 1998 года. Получило доверие парламента на заседании 19 августа 1998 года.

## Общие сведения
Правительство Милоша Земана стало результатом заключения соглашения — «Договор о создании стабильной политической обстановки в Чешской Республике заключенный между Чешской социал-демократической партией и Гражданской демократической партией» (чеш. Smlouva o vytvoření stabilního politického prostředí v České republice uzavřená mezi Českou stranou sociálně demokratickou a Občanskou demokratickou stranou), в чешском обществе больше известное как «Оппозиционный договор» (чеш. Opoziční smlouva). В результате соглашения, Милош Земан смог сформировать правительство без создания коалиции с оппозиционной KDU-ČSL и US. ODS была обязана поддержать ČSSD на голосовании о доверии правительства и не выносить вотум недоверия правительству. В обмен на это, председатель ODS Вацлав Клаус стал председателем Палаты депутатов парламента. Данное правительство стало окончанием политического кризиса, который возник в 1997 году, привёл к внутрипартийному расколу в ODS, созданию US, падению правительства Клауса, назначению правительства Тошовского и досрочных выборов.
Во время правления правительства Чехия стала членом НАТО, была введена в эксплуатацию АЭС Темелин, была проведена реформа административного деления и введено 13 краёв и столицы Праги, а также начался процесс перехода к профессиональной армии. Среди прочего была проведено изменение системы распределения мандатов на выборах в Палату депутатов, чтобы уменьшить влияние более мелких партий и усилить мандат победившей на выборах партии.
Правительство прославилось приватизацией «Мостецкое угольное общество» за 650 миллионов чешских крон, по сведениям журналистов, часть денег от приватизации косвенно досталась официальным партийным представителям ČSSD.

## Состав кабинета
| Министерство (должность)                                      | Имя             | Начало полномочий | Конец полномочий | Партия               | Партия               |
| Председатель Правительства                                    | Милош Земан     | 17 июля 1998      | 12 июля 2002     |                      | ČSSD                 |
| Первый вице-председатель, министерство труда и социальных дел | Владимир Шпидла | 22 июля 1998      | 12 июля 2002     |                      | ČSSD                 |
| Вице-председатель, министерство иностранных дел               | Ян Каван        | 22 июля 1998      | 12 июля 2002     |                      | ČSSD                 |
| Министерство финансов                                         | Иво Свобода     | 22 июля 1998      | 20 июля 1999     |                      | ČSSD                 |
| Павел Метрлик                                                 | 22 июля 1999    | 12 апреля 2001    |                  | ČSSD                 |                      |
| Иржи Руснок                                                   | 13 апреля 2001  | 12 июля 2002      |                  | ČSSD                 |                      |
| Министерство внутренних дел                                   | Вацлав Грулих   | 22 июля 1998      | 4 апреля 2000    |                      | ČSSD                 |
| Станислав Гросс                                               | 5 апреля 2000   | 12 июля 2002      |                  | ČSSD                 |                      |
| Министерство регионального развития                           | Яромир Цисарж   | 22 июля 1998      | 26 апреля 2000   |                      | ČSSD                 |
| Петр Лагнит                                                   | 26 апреля 2000  | 12 июля 2002      |                  | ČSSD                 |                      |
| Министерство здравоохранения                                  | Иван Давид      | 22 июля 1998      | 9 декабря 1999   |                      | ČSSD                 |
| Богумил Фишер                                                 | 9 декабря 1999  | 12 июля 2002      |                  | ČSSD                 |                      |
| Министерство юстиции                                          | Отакар Мотейл   | 1 августа 1998    | 16 октября 2000  |                      | Беспартийный от ČSSD |
| Павел Рыхетский                                               | 17 октября 2000 | 1 февраля 2001    |                  | ČSSD                 |                      |
| Ярослав Буреш                                                 | 1 февраля 2001  | 12 июля 2002      |                  | Беспартийный от ČSSD |                      |
| Министерство культуры                                         | Павел Достал    | 22 июля 1998      | 12 июля 2002     |                      | ČSSD                 |
| Министерство промышленности и торговли                        | Мирослав Грегр  | 22 июля 1998      | 12 июля 2002     |                      | ČSSD                 |
| Министерство образования, молодёжи и физической культуры      | Эдуард Земан    | 22 июля 1998      | 12 июля 2002     |                      | ČSSD                 |
| Министерство сельского хозяйства                              | Ян Фенцл        | 22 июля 1998      | 12 июля 2002     |                      | ČSSD                 |
| Министерство обороны                                          | Владимир Ветхы  | 22 июля 1998      | 4 мая 2001       |                      | ČSSD                 |
| Ярослав Тврдик                                                | 4 мая 2001      | 12 июля 2002      |                  | ČSSD                 |                      |
| Министерство транспорта                                       | Антонин Пелтрам | 22 июля 1998      | 26 апреля 2000   |                      | ČSSD                 |
| Яромир Шлинг                                                  | 26 апреля 2000  | 12 июля 2002      |                  | ČSSD                 |                      |
| Министерство окружающей среды                                 | Милош Кужварт   | 22 июля 1998      | 12 июля 2002     |                      | ČSSD                 |

### Министры без портфеля
| Министерство (должность)                                                           | Имя             | Начало полномочий | Конец полномочий | Партия | Партия |
| Вице-председатель                                                                  | Павел Мертлик   | 21 июля 1999      | 12 апреля 2001   |        | ČSSD   |
| Вице-председатель                                                                  | Мирослав Грегр  | 30 мая 2001       | 12 июля 2002     |        | ČSSD   |
| Вице-председатель Министр — председатель Законодательного совета                   | Павел Рыхетский | 22 июля 1998      | 12 июля 2002     |        | ČSSD   |
| Вице-председатель для координации ведомств иностранных, внутренних и оборонных дел | Егор Ланский    | 22 июля 1998      | 1 декабря 1999   |        | ČSSD   |
| Министр без портфеля Глава аппарата правительства                                  | Ярослав Башта   | 22 июля 1998      | 23 марта 2000    |        | ČSSD   |
| Министр без портфеля Глава аппарата правительства                                  | Карел Бржезина  | 23 марта 2000     | 12 июля 2002     |        | ČSSD   |